# Distichophyllum grandifolium
Distichophyllum grandifolium là một loài Rêu trong họ Hookeriaceae. Loài này được Matteri mô tả khoa học đầu tiên năm 1975.